# Metazygia rogenhoferi
Metazygia rogenhoferi är en spindelart som först beskrevs av Eugen von Keyserling 1878.  Metazygia rogenhoferi ingår i släktet Metazygia och familjen hjulspindlar. Inga underarter finns listade i Catalogue of Life.